# André Dupont (homme politique)
Pour les articles homonymes, voir André Dupont et Dupont.
André Dupont est un homme politique français, né le 24 mai 1894 à Bernay (Eure) et mort le 30 mai 1982 à Aix-en-Provence (Bouches-du-Rhône). Membre de la SFIO, il devient après-guerre membre du Parti socialiste démocratique et maire de Beaumesnil de 1953 à 1959.
- Député SFIO de l'Eure de 1936 à 1940.

## Sources
- Jean Jolly (dir.), Dictionnaire des parlementaires français, Presses universitaires de France
- Jean-Pierre Chaline (dir.) et Anne-Marie Sohn (dir.), Dictionnaire des parlementaires de Haute-Normandie 1871-1940, Rouen, Publications de l'Université de Rouen, 2000, 352 p., 24×16 cm (ISBN 2-87775-294-1)